# Liste d'élections en 1974
Chronologie des élections
- 1970
- 1971
- 1972
- 1973
- 1974
- 1975
- 1976
- 1977
- 1978

Cette liste recense les élections organisées durant l'année 1974. Elle inclut les élections législatives et présidentielles nationales dans les États souverains, ainsi que les référendums.

## Commentaires généraux
Parmi les États démocratiques qui organisent des élections en 1974, six connaissent une alternance politique. Au Royaume-Uni, les travaillistes devancent de peu les conservateurs aux élections en février, permettant à Harold Wilson de devenir premier ministre. Ne disposant pas d'une majorité parlementaire stable, il convoque de nouvelles élections en octobre, qui accroissent la majorité de son parti. De même à Saint-Vincent-et-les-Grenadines, les travaillistes, principal parti d'opposition, retrouvent le pouvoir grâce aux élections législatives en décembre. En Colombie, les conservateurs perdent en avril la présidence de la République, remportée par le libéral Alfonso López Michelsen. Au Luxembourg, les chrétiens-sociaux de centre-droit ne parviennent pas à conserver le pouvoir à l'issue des élections législatives en mai ; les libéraux et les socialistes forment un gouvernement de coalition. En Islande à l'inverse, les conservateurs retrouvent la direction du gouvernement à l'occasion des élections en juin. Au Sikkim, enfin, la nouvelle majorité parlementaire élue en avril est favorable au rattachement du pays à l'Inde, qu'elle obtient l'année suivante.
En Grèce, la fin de la dictature militaire est marquée par des élections législatives en novembre, largement remportées par le parti Nouvelle Démocratie (centre-droit) du premier ministre (jusque-là intérimaire) Konstantínos Karamanlís.
En Amérique latine, bon nombre d'États à cette date sont des dictatures militaires, où un parti de droite autoritaire monopolise de facto le pouvoir politique, réprimant parfois dans le sang toute opposition réelle, bien qu'un multipartisme de façade puisse être maintenu. C'est ainsi qu'en 1974 des élections sans réel suspense ont lieu au Guatemala (où les « escadrons de la mort » du gouvernement font régner la terreur) (mars), au Salvador (mars), en République dominicaine (mai), au Nicaragua (septembre) et au Brésil (novembre).
Parallèlement, des États à parti unique marxiste-léniniste orchestrent cette année des élections où aucune candidature d'opposition n'est possible, et où les électeurs sont appelés à approuver les candidats choisis par les autorités. Il en va ainsi en mai dans la Yougoslavie de Josip Tito, en juin dans l'Union soviétique de Léonid Brejnev, et en octobre dans l'Albanie d'Enver Hoxha. La situation est similaire en Birmanie (février), où le parti unique du dictateur militaire Ne Win prône la « voie birmane vers le socialisme », et où aucune opposition n'est tolérée ; ou encore dans la Tunisie de Habib Bourguiba, où les élections en novembre ne laissent aucune autre possibilité aux électeurs que de voter pour le Parti socialiste destourien.
En Afrique du Sud (avril) et en Rhodésie (juillet), la population noire demeure exclue du pouvoir, monopolisé par des partis blancs de droite ou d'extrême-droite. Le Parti national de John Vorster remporte en Afrique du Sud ses septièmes élections consécutives. Les deux pays demeurent au ban de la communauté internationale.

## Par mois

### Janvier
Il n'y a pas d'élection nationale en janvier 1974.

### Février
| Date                     | Pays          | Élections                      | Contexte                                                                        | Résultats |
| ------------------------ | ------------- | ------------------------------ | ------------------------------------------------------------------------------- | --- |
| 3 février                | Costa Rica    | Législatives et présidentielle |                                                                                 | Parlement sans majorité. Le Parti de la libération nationale (social-démocrate) perd la majorité absolue des sièges au Parlement, mais conserve la majorité relative. Il conserve également la présence de la République, avec la victoire de son candidat Daniel Oduber Quirós : il obtient 43,4 % des suffrages, devant sept autres candidats. |
| 1er et 3 février         | Liechtenstein | Législatives                   |                                                                                 | Le Parti progressiste des citoyens (droite national-conservatrice) remporte la majorité absolue des sièges, devançant d'un seul siège l'Union patriotique (centre-droit chrétien-démocrate) jusque-là majoritaire. Les deux partis maintiennent leur gouvernement de coalition, mais Walter Kieber (PPC) est nommé premier ministre, succédant à Alfred Hilbe (UP). |
| 28 janvier au 10 février | Birmanie      | Législatives                   | La Birmanie à cette date est une dictature militaire et un État à parti unique. | Le Parti du programme socialiste remporte automatiquement tous les sièges. Sein Win devient premier ministre. |
| 28 février               | Royaume-Uni   | Législatives                   |                                                                                 | Parlement sans majorité. Alternance. Le Parti travailliste (centre-gauche) remporte la majorité relative des sièges, devançant de seulement quatre sièges le Parti conservateur (centre-droit) au pouvoir. Le premier ministre conservateur sortant Edward Heath ne parvenant pas à trouver un accord de gouvernement avec le Parti libéral (social-libéral, centriste) et avec le Parti unioniste d'Ulster (conservateur), c'est le travailliste Harold Wilson qui devient premier ministre, formant un gouvernement minoritaire. Même avec l'appui des libéraux (qui ne participent pas au gouvernement), il ne dispose pas d'une majorité parlementaire ; de nouvelles élections ont donc lieu en octobre. |

### Mars
| Date    | Pays      | Élections                      | Contexte | Résultats |
| ------- | --------- | ------------------------------ | --- | --- |
| 3 mars  | Guatemala | Législatives et présidentielle | Le Guatemala à cette date est une dictature militaire, où malgré un semblant de multipartisme les élections sont truquées, et des escadrons de la mort liés au gouvernement assassinent les opposants. Le pays est en guerre civile, opposant le gouvernement à des guérillas marxistes. Le régime militaire est soutenu par les États-Unis dans le cadre de la Guerre froide. | Parlement sans majorité. L'alliance des partis Mouvement de libération nationale (extrême-droite, parti de la junte, lié à l'escadron de la mort Mano Blanca) et du Parti démocratique institutionnel (droite néolibérale, dominé par des militaires) remporte exactement la moitié des sièges. Leur candidat commun, le brigadier-général Kjell Eugenio Laugerud García, remporte l'élection présidentielle avec 44,6 % des voix, face à deux autres candidats. Son élection est confirmée par le Congrès (procédure nécessaire car il n'a pas obtenu la majorité absolue des suffrages). Le candidat d'opposition chrétien-démocrate Efraín Ríos Montt ne reconnaît pas sa défaite, dénonçant des fraudes électorales. |
| 10 mars | Belgique  | Législatives                   | | Parlement sans majorité. Le Parti socialiste remporte la majorité relative, avec à peine plus d'un quart des sièges dans les deux chambres. C'est néanmoins Leo Tindemans (Parti populaire chrétien : centre-droit) qui devient premier ministre, formant un gouvernement de coalition avec le Centre démocrate humaniste (centriste) et le Parti de la liberté et du progrès (centre-droit libéral). |
| 10 mars | Salvador  | Législatives                   | Le pays à cette date est une dictature militaire. Les élections sont entachées de fraudes massives en faveur du gouvernement. | Le Parti de la conciliation nationale (droite, lié à l'armée) conserve la majorité absolue des sièges. |

### Avril
| Date     | Pays                        | Élections                      | Contexte | Résultats |
| -------- | --------------------------- | ------------------------------ | --- | --- |
| 13 avril | Royaume du Sikkim           | Législatives                   | Le Sikkim à cette date est un protectorat autonome de l'Inde.                                                                                     | Alternance. Le parti Congrès national (démocrate, anti-monachiste, multi-ethnique) remporte la quasi-totalité des sièges, face au Parti national (monarchiste, pro-indépendance). En 1975, le premier ministre Kazi Lhendup Dorjee demande à l'Inde d'annexer le royaume, malgré l'opposition du roi Palden Thondup Namgyal. L'armée indienne envahit le pays, puis l'Inde organise un référendum au Sikkim pour abolir la monarchie et valider l'annexion. |
| 21 avril | Colombie                    | Législatives et présidentielle | Fin de l'accord qui garantissait aux deux principaux partis la moitié des sièges chacun.                                                          | Alternance à la présidentielle. Le Parti libéral (centre-gauche) remporte la majorité absolue des sièges dans les deux chambres, loin devant le Parti conservateur. Le libéral Alfonso López Michelsen est élu président de la République avec 56,3 % des voix, face à cinq autres candidats. |
| 24 avril | Afrique du Sud              | Législatives                   | C'est la période de l'apartheid. Seuls les blancs ont le droit de vote.                                                                           | Le Parti national (extrême-droite ethno-nationaliste) conserve la majorité absolue des sièges, face à des partis appelant à divers degrés à l'ouverture de droits civiques aux noirs. John Vorster demeure premier ministre. |
| 24 avril | Modèle:Afrique du sud-Ouest | Législatives                   | Afrique du sud-Ouest (Namibie) est alors une colonie de l'Afrique du Sud. C'est la période de l'apartheid. Seuls les blancs ont le droit de vote. | National Party of South West Africa remporte 18 siège sur 18 (en). |
| 25 avril | Seychelles                  | Législatives                   | Ces élections s'inscrivent dans la transition de cette colonie britannique vers l'indépendance.                                                   | Le Parti démocratique (conservateur) conserve la majorité absolue des sièges. James Mancham demeure premier ministre. Le pays devient indépendant en 1976, puis subit un coup d'État en 1977, devenant alors une dictature à parti unique. |

### Mai
| Date              | Pays                   | Élections      | Contexte | Résultats |
| ----------------- | ---------------------- | -------------- | --- | --- |
| 7 mai             | Sainte-Lucie           | Législatives   | Sainte-Lucie à cette date est un État associé au Royaume-Uni. | Le Parti uni des travailleurs (conservateur, chrétien-démocrate) conserve la majorité absolue des sièges. John Compton demeure premier ministre. Il mène le pays à l'indépendance en 1979. |
| 16 mars au 10 mai | Yougoslavie            | Législatives   | Les deux chambres du Parlement fédéral sont élues au suffrage indirect, par des assemblées communales et provinciales. Tous les candidats doivent être approuvés par l'Alliance socialiste des travailleurs, organisation de masse liée à la Ligue des communistes, le parti unique. | Les candidats approuvés par l'Alliance remportent mécaniquement tous les sièges. Džemal Bijedić (Ligue des communistes) demeure premier ministre. |
| 12 mai            | Italie                 | Référendum     | Référendum d'initiative populaire, visant à abroger une loi de 1971 autorisant le divorce. | La proposition de rétablir l'interdiction du divorce est rejetée par 59,3 % des votants. |
| 16 mai            | République dominicaine | Législatives   | Le pays à cette date est une dictature, réprimant toute opposition réelle, et soutenue par les États-Unis au nom de la lutte contre l'influence communiste. Les assassinats politiques sont fréquents, de même que l'intimidation de la presse et l'arrestation de membres de l'opposition. Le Parti révolutionnaire, parti d'opposition de centre-gauche, boycotte le scrutin ; seuls des partis conservateurs favorables au régime se présentent.                       | Le Parti réformiste (droite populiste) conserve une majorité écrasante des sièges dans les deux chambres. Son candidat Joaquín Balaguer est réélu président de la République avec 84,7 % des voix. |
| 18 mai            | Australie              | Législatives   | Élections anticipées à la suite d'une dissolution des deux chambres. La majorité conservatrice au Sénat, hostile au gouvernement, menaçait de bloquer le vote du budget. | Le Parti travailliste (centre-gauche) conserve une courte majorité absolue des sièges à la Chambre des représentants, mais aucun parti n'a de majorité au Sénat. Gough Whitlam demeure premier ministre. L'obstructionnisme du Sénat entraîne toutefois la crise constitutionnelle de 1975.                                                                                                   |
| 18 mai            | Australie              | Référendum     | Quatre propositions d'amendements constitutionnels sont soumis aux citoyens, qui votent séparément sur chaque question. Il s'agit de rendre systématique l'élection simultanée des deux chambres du Parlement fédéral ; de permettre aux citoyens des territoires de voter lors des référendums ; de réformer le mode de distribution des sièges parlementaires par État ; et de permettre au gouvernement fédéral de venir en aide financièrement aux autorités locales. | Les quatre propositions sont rejetées, respectivement par 51,7, 52,0, 52,8 et 53,2 % des votants. |
| 5 et 19 mai       | France                 | Présidentielle | Élection anticipée, en raison de la mort du président Georges Pompidou (UDR : droite gaulliste). Socialistes, communistes et radicaux de gauche sont unis autour de la candidature du socialiste François Mitterrand dans le cadre du « Programme commun », tandis que la majorité de droite sortante part divisée (trois candidats en lice). | Le candidat de l'UDR, Jacques Chaban-Delmas, est éliminé au premier tour avec 15,1 % des voix, alors que de nombreuses figures du parti soutiennent déjà Valéry Giscard d'Estaing (Républicains indépendants : centre-droit libéral). Ce dernier l'emporte au second tour avec 50,8 % des voix face à François Mitterrand (Parti socialiste).                                                 |
| 26 mai            | Luxembourg             | Législatives   | | Parlement sans majorité. Alternance. Le Parti populaire chrétien-social (centre-droit) conserve la majorité relative des sièges. Mais c'est le Parti ouvrier socialiste et le Parti démocratique (centre-droit libéral) qui forment une gouvernement de coalition majoritaire. Bien que le POS ait davantage de sièges, c'est Gaston Thorn (Parti démocratique) qui devient premier ministre. |

### Juin
| Date    | Pays     | Élections      | Contexte | Résultats |
| ------- | -------- | -------------- | --- | --- |
| 2 juin  | Mali     | Référendum     | À la suite du coup d'État militaire de 1968, les Maliens sont appelés à approuver une nouvelle constitution qui prévoit cinq années supplémentaires de régime militaire avant la tenue d'élections.                                                                                | La constitution est approuvée officiellement par 99,7 % des votants |
| 16 juin | URSS     | Législatives   | L'URSS est un État à parti unique. Tous les candidats sont proposés soit par le parti, soit par des organisations de masse liées au parti. Les citoyens sont invités officiellement à voter pour ou contre les candidats proposés, mais sans que le secret du vote ne soit assuré. | Les candidats recueillent officiellement, en moyenne, 99,8 % de suffrages favorables. Le Parti communiste conserve une large majorité des sièges, les autres revenant à des élus sans étiquette qui lui sont liés. Alexis Kossyguine demeure président du conseil des ministres.   |
| 23 juin | Autriche | Présidentielle | Élection anticipée en raison de la mort du président Franz Jonas (Parti socialiste). | Rudolf Kirchschläger (sans étiquette mais soutenu par le Parti socialiste) est élu avec 51,7 % des voix face à Alois Lugger (Parti populaire : centre-droit). |
| 30 juin | Islande  | Législatives   | | Parlement sans majorité. Alternance. Le Parti de l'indépendance (conservateur) conserve la majorité relative des sièges, et retrouve la direction du gouvernement. Geir Hallgrímsson (PI) devient premier ministre, formant une coalition avec le Parti du progrès (centre-droit). |

### Juillet
| Date       | Pays     | Élections    | Contexte | Résultats |
| ---------- | -------- | ------------ | --- | --- |
| 8 juillet  | Canada   | Législatives | Élections anticipées, le gouvernement n'ayant pas de majorité parlementaire. | Le Parti libéral (centre-gauche) au pouvoir, qui disposait d'une majorité relative des sièges, remporte cette fois la majorité absolue. Pierre Trudeau demeure premier ministre. |
| 30 juillet | Rhodésie | Législatives | L'élection se déroule au suffrage censitaire, et sur listes électorales ethniques. La majorité noire de la population élit huit députés, tandis que la minorité blanche et les autres minorités élisent ensemble cinquante députés. Enfin, huit membres de l'Assemblée sont choisis par des collèges électoraux de chefs tribaux (noirs). Le pays est en guerre civile, et l'État rhodésien n'est pas reconnu par la communauté internationale, en raison de sa marginalisation de la population noire. | Le Front rhodésien (droite, favorable au maintien d'un gouvernement blanc) conserve la totalité des sièges élus par les minorités blanche et autres - bien que le Parti rhodésien (libéral, centre-gauche) y obtienne 19 % des voix. Le Conseil national africain des indépendants remporte six des huit sièges élus par les noirs. Ian Smith (Front rhodésien) demeure premier ministre. |

### Août
Il n'y a pas d'élection nationale en août 1974.

### Septembre
| Date                    | Pays                    | Élections                       | Contexte | Résultats |
| ----------------------- | ----------------------- | ------------------------------- | --- | --- |
| 1er septembre           | Nicaragua               | Législatives et présidentielle  | Le Nicaragua à cette date est une dictature militaire corrompue, où les élections sont truquées. Il n'y a pas de candidatures d'opposition, les deux seuls partis prenant part au scrutin étant alliés. C'est l'époque de la Révolution sandiniste contre le régime. | Le Parti libéral nationaliste (droite autoritaire) conserve la majorité absolue des sièges. Anastasio Somoza Debayle (PLN) remporte l'élection présidentielle avec 91,7 % des voix face à Edmundo Paguaga Irías (Parti conservateur : droite national-conservatrice favorable à la dictature), son seul 'adversaire'. |
| 3 septembre             | Niue (Nouvelle-Zélande) | Référendum constitutionnel (en) | Les habitants sont invités à voter pour ou contre une constitution faisant de cette colonie néo-zélandaise un État autonome en libre association avec la Nouvelle-Zélande.                                                                                           | La proposition est approuvée par 65,4 % des votants. |
| 8 septembre             | Saint-Marin             | Législatives                    | | Parlement sans majorité. Le Parti démocrate-chrétien (centriste) conserve la majorité relative des sièges, et forme un gouvernement de coalition majoritaire avec le Parti socialiste. Le Parti communiste demeure le principal parti d'opposition.                                                                   |
| 24 août au 14 septembre | Malaisie                | Législatives                    | | Le Front national (droite), qui disposait d'une courte majorité absolue sous la législature précédente, remporte cette fois une majorité écrasante des sièges. Abdul Razak Hussein demeure premier ministre. |
| juillet à septembre     | îles Ellice             | Référendum                      | Dans le cadre de la décolonisation, les habitants de cette colonie britannique sont appelés à se prononcer pour ou contre leur séparation des îles Gilbert. | La séparation est approuvée par 92,8 % des votants, et mise en œuvre l'année suivante. Les îles Ellice deviennent ensuite un État indépendant en 1978, prenant le nom de Tuvalu. |
| septembre               | Îles Cook               | Législatives                    | | Le Parti des îles Cook conserve la majorité absolue des sièges. Albert Henry demeure premier ministre. |

### Octobre
| Date       | Pays        | Élections    | Contexte | Résultats |
| ---------- | ----------- | ------------ | --- | --- |
| 6 octobre  | Albanie     | Législatives | Seul le Front démocratique, qui rassemble le Parti du travail (marxiste-léniniste, hoxhaïste, anti-révisionniste) et les organisations de masse qui lui sont liés, peut présenter des candidats. Le Front présente un unique candidat par siège à pourvoir. Un candidat est élu s'il recueille au moins la moitié des suffrages. | Les candidats du Front conservent mécaniquement tous les sièges. Les autorités affirment que le taux de participation est de 100 % (pas un seul électeur inscrit ayant omis de voter), et qu'hormis deux bulletins blancs ou nuls tous les suffrages se sont portés sur les candidats proposés. Mehmet Shehu demeure premier ministre, poste qu'il occupe depuis vingt ans. |
| 10 octobre | Royaume-Uni | Législatives | Anticipées, les élections en février n'ayant pas produit de majorité parlementaire. | Le Parti travailliste (centre-gauche), qui disposait d'une majorité relative, remporte cette fois une très courte majorité absolue (trois sièges). Harold Wilson (travailliste) demeure premier ministre. |
| 14 octobre | Kenya       | Législatives | Bien que le Kenya ne soit pas officiellement un État à parti unique, le seul parti d'opposition a été interdit en 1969. Le parti au pouvoir présente en moyenne quatre ou cinq candidats pour chaque siège à pourvoir, et invite les citoyens à les départager.                                                                  | Le parti Union nationale africaine kenyane (conservateur) conserve mécaniquement tous les sièges. La majorité des députés sortants sont toutefois battus ; parmi eux, quatre ministres. Le taux de participation n'est que de 56,5 %. |
| 26 octobre | Botswana    | Législatives | Le Botswana est l'une des rares démocraties multipartites en Afrique subsaharienne à cette date. | Le Parti démocratique (conservateur) conserve la majorité absolue des sièges. |
| 30 octobre | Belize      | Législatives | Le Belize à cette date est une colonie autonome de l'Empire britannique. | Le Parti uni du peuple (centre-gauche, chrétien-démocrate) conserve la majorité absolue des sièges. George Cadle Price demeure premier ministre. |

### Novembre
| Date        | Pays       | Élections                      | Contexte | Résultats |
| ----------- | ---------- | ------------------------------ | --- | --- |
| 3 novembre  | Tunisie    | Législatives et présidentielle | La Tunisie à cette date est un État à parti unique. Le parti présente autant de candidats qu'il y a de sièges à pourvoir aux élections législatives, et un seul candidat à la présidentielle. Aucune candidature d'opposition n'étant possible, et les électeurs n'ayant pas l'option de voter contre les candidats proposés, le scrutin n'est qu'une formalité. | Le Parti socialiste destourien conserve automatiquement tous les sièges, et le président Habib Bourguiba est automatiquement réélu. En mars 1975, la Chambre des députés le nomme président à vie, annulant ainsi la formalité d'élections présidentielles futures. |
| 5 novembre  | États-Unis | Législatives                   | | Le Parti démocrate (centre-gauche) accroît sa majorité absolue dans les deux chambres du Congrès. |
| 15 novembre | Brésil     | Législatives                   | Le Brésil à cette date est une dictature militaire. La junte a mis en place un bipartisme artificiel, rassemblant ses partisans en un parti et ses opposants en un autre. Le parti d'opposition ne doit toutefois pas pouvoir prétendre à gouverner. | L'Alliance rénovatrice nationale (droite autoritaire et national-conservatrice, parti de la junte) conserve la majorité absolue des sièges à la Chambre des députés, mais perd sa majorité au Sénat, où le Mouvement démocratique du Brésil (allant de la gauche au centre-droit) remporte une large majorité. |
| 17 novembre | Grèce      | Législatives                   | Ces élections font suite à la chute de la « dictature des colonels », et permettent un retour à la démocratie. | Le parti Nouvelle Démocratie (centre-droit) remporte une large majorité des sièges. Konstantínos Karamanlís (ND), qui avait été nommé à la tête d'un gouvernement de transition vers la démocratie, demeure premier ministre. |
| 17 novembre | Irlande    | Présidentielle                 | Élection anticipée en raison de la mort du président Erskine Childers (du parti Fianna Fáil), élu l'année précédente. Le président de la République a un rôle essentiellement cérémoniel ; le pouvoir exécutif est exercé par le premier ministre. | Tous les partis s'accordent sur un même candidat, Cearbhall Ó Dálaigh (Fianna Fáil : centre-droit), qui est donc déclaré élu sans qu'il n'y ait de vote. En 1976, le ministre de la Défense Paddy Donegan condamne publiquement la réticence du président d'approuver un projet de loi instituant l'état d'urgence, dans le cadre d'attentats terroristes commis par l'IRA sur le sol irlandais. En réponse, Cearbhall Ó Dálaigh démissionne. |

### Décembre
| Date        | Pays                            | Élections                      | Contexte | Résultats |
| ----------- | ------------------------------- | ------------------------------ | --- | --- |
| 8 décembre  | Grèce                           | Référendum                     | Les Grecs avaient voté pour l'abolition de la monarchie l'année précédente, sous la « dictature des colonels ». Après la chute de la dictature, le nouveau gouvernement organise un nouveau référendum pour confirmer la nature républicaine de l'État. Le roi déchu Constantin II, en exil, est autorisé à adresser aux Grecs un message télévisé dans le cadre de la campagne du référendum. | L'instauration de la république est approuvée par 69,2 % des votants (nettement moins qu'en 1973, lorsque les partisans de la monarchie n'avaient pas pu mener campagne librement). |
| 9 décembre  | Saint-Vincent-et-les-Grenadines | Législatives                   | Le pays à cette date est un État associé au Royaume-Uni. | Alternance. Le Parti travailliste (centre-gauche), principal parti d'opposition, remporte la majorité absolue des sièges. Milton Cato devient premier ministre. Il mène le pays à l'indépendance en 1979. |
| 22 décembre | Comores                         | Référendum                     | Les Comores à cette date sont un territoire autonome français. Avec l'accord de la France, les habitants sont invités à se prononcer pour ou contre l'indépendance. | L'option de l'indépendance est approuvée par 94,6 % des votants, avec plus de 99,9 % de suffrages favorables à Anjouan, à Grande Comore et à Mohéli. À Mayotte toutefois, l'indépendance est rejetée par 63,2 % des votants. Le 3 juillet 1975, le Parlement français adopte une loi autorisant l'indépendance du territoire, mais la conditionnant à une approbation par les habitants de chaque île séparément. Le 6 juillet, la Chambre des députés des Comores déclare l'indépendance de l'ensemble du territoire, Mayotte incluse. La France reconnaît l'indépendance d'un État comorien incluant Anjouan, Grande Comore et Mohéli, et organise un nouveau référendum à Mayotte en 1976. |
| 27 décembre | Guinée                          | Législatives et présidentielle | Le pays à cette date est un État à parti unique. Le parti présente autant de candidats qu'il y a de sièges à pourvoir pour les élections législatives, et un seul candidat pour la présidentielle. Le scrutin n'est qu'une formalité. | Les candidats du Parti démocratique (socialisme africain) recueillent officiellement 100 % des suffrages, sans aucun bulletin blanc ou nul, et conservent la totalité des sièges. Ahmed Sékou Touré est déclaré réélu président avec 100 % des voix. |